# 현대직업전문학교
현대직업전문학교는 대한민국의 직업전문학교이다. 경기도 수원시에 소재한다.

## 연혁
- 1992년 2월  정비학원 설립
- 2006년 6월  현대자동차직업전문학교로 개편
- 2006년 11월  현 교사로 이전
- 2009년 12월 현대직업전문학교로 교명 변경
- 2020년 전 폐교